# Bufo gargarizans
Bufo gargarizans is een kikker uit de familie van de padden. De soort werd beschreven door Theodore Edward Cantor in 1842. Later zijn andere wetenschappelijke namen gebruikt, zoals Bufo andrewsi en Bufo sachalinensis. Lange tijd was de wetenschappelijke naam Bufo tibetanus.
De kikker is een algemeen voorkomende soort die leeft in Azië en voorkomt in delen van Rusland, het Koreaans Schiereiland en in de Hengduan-bergen in China in de provincies Tibet, Qinghai, Sichuan en Yunnan. De kikker is uitgezet in delen van Japan.
Bufo gargarizans is gevonden op een hoogte van 2100 tot 4300 meter boven zeeniveau. De habitat bestaat uit bergweiden in de buurt van water; ook gecultiveerde streken zijn een geschikt leefgebied. De voortplanting en ontwikkeling van de larven vindt plaats in stilstaande wateren. Veel over de levenswijze en biologie van deze kikker is nog onbekend.